# R.S.V.26-180
Le R.S.V.26 est un avion d'entraînement belge de l'entre-deux-guerres qui succède au R.S.V.32-90.

## Conception et développement
Le R.S.V.26-180 constitue la deuxième réalisation de la firme Stampe et Vertongen sous la houlette technique de l'ingénieur Alfred Renard. Appareil d'entraînement à double commande, il reprend les principes de construction du R.S.V.32-90. La surface portante passe de 32 m2 à 26 m2 tandis que deux paires de mâts sont supprimés. 
Le premier R.S.V.26-140, doté de mâts droits, est propulsé par un moteur Minerva de 140 ch (moteur fabriqué par la Société automobile Minerva à Anvers). L'appareil est présenté pour la première fois au meeting international d'Ostende qui se déroule du 26 au 28 juin 1926. Le pilote Jean Stampe, accompagné du journaliste Victor Boin, effectue à son bord le voyage Bruxelles-Ostende en 57 minutes. 
Cet appareil R.S.V.26-140 resta cependant unique. Livré à l'Aéronautique militaire belge, il est équipé d'un moteur Armstrong Siddeley Lynx de 215 ch en 1929.

## Description
Une version de série baptisée R.S.V.26-180 va cependant voir le jour avec quelques modifications. Sa conception reprend les grandes lignes de celles son ancêtre le R.S.V.32-90.
Le R.S.V.26-180 comporte un revêtement de l'habitacle en contreplaqué, la partie arrière étant entoilée, tandis qu'un carénage en aluminium fait office de carénage du moteur. Il se distingue du prototype par des mâts d'ailes décalés. Quatre demi-ailes entoilées comportent 13 nervures et deux longerons. Elles sont équipées de 4 ailerons, de 4 mâts de cabane qui soutiennent la partie centrale de l'aile supérieure contenant le réservoir et deux paires de mâts haubanés. Seul l'aile inférieure possède un dièdre.
L'appareil reçoit un moteur Hispano-Suiza de 180 ch. L'empennage redessiné et sa voilure décalée lui vaudront le surnom « R.S.V. décalé » en escadrille. 

## Histoire opérationnelle
Seize appareils ont été produits dont 10 pour l'Aéronautique militaire belge. Un exemplaire, immatriculé O-BADE, a reçu deux flotteurs adaptés à son train d'atterrissage, lui permettant d'évoluer depuis l'herbe ou l'eau avec la possibilité par exemple de regagner la plage en roulant sur du sable. Avec une charge normale, ce modèle déjaugeait après une course de 40 mètres. Maniable, sa vitesse de croisière s'établissait à environ 140 km/h. Cet appareil participa au concours de sauvetage maritime à Ostende le 14 août 1927. Malgré ses qualités, ce modèle n'eut pas de suite.